# Федеральный суд по трудовым делам Германии
Федеральный суд по трудовым делам Германии (Федеральный трудовой суд Германии, нем. Bundesarbeitsgericht, сокр. BAG) — высшая судебная инстанция Германии в сфере трудового законодательства, один из пяти высших судов Федеративной Республики Германия. Выносит судебные решения по вопросам немецкого трудового законодательства, существенно способствующие его совершенствованию. Является последней инстанцией и верховным судом по трудовым спорам.
Как орган власти, вместе с Федеральным социальным судом, подчинён Федеральному министерству труда и социальных вопросов и подлежит его служебному надзору. Однако, в своей судебной деятельности он независим.
Располагается в Эрфурте. Президент (с 24 января 2022 года) — Инкен Галлнер. Вице-президент (с 20 июня 2017 года) — Рюдигер Линк

## История
Трудовое право было полностью выделено в независимую судебную систему из судов общей юрисдикции только после Второй мировой войны. Основной закон ФРГ 1949 года предусматривал в 1 абзаце 96 статьи, в принципе соответствующему нынешнему 1 абзацу 95 статьи, систему трудовых судов как независимую ветвь судебной системы с собственным верховным судом. Эта конституционная норма была реализована вступившим в силу 1 октября 1953 года законом о трудовых судах, которым учреждался Федеральный трудовой суд. В апреле 1954 года он приступил к судебной деятельности в Касселе.
При объединении Германии 27 мая 1992 года Независимая комиссия по федерализму решила перенести Федеральный трудовой суд в Тюрингию. В 1993 году местом пребывания суда была определена столица земли — Эрфурт. После переезда из Касселя в Эрфурт в 1999 году резиденция суда — территория бывшего горнверка цитадели Петерсберг.

## Задачи
Задачей Федерального трудового суда является поддержание единства судебной практики в области трудового права, а также совершенствование права в вопросах, по которым законодатели неосознанно сформулировали не закрывающие вопроса нормы или осознанно предоставили детальное оформление правовых норм судам (например, в праве на забастовки).
Федеральный трудовой суд выносит решения по пересмотру решений земельных трудовых судов. Чтобы обратиться в Федеральный трудовой суд, пересмотр решения земельного трудового суда должен касаться значимого юридического вопроса принципиального характера. Вопрос имеет принципиальное значение, если он касается большей части общества, если он важен для всего правопорядка, если существует абсолютная причина для пересмотра, если он до сих ещё не решался ни одним верховным судом или если земельный трудовой суд хочет отклониться от решения верховного суда. Если решение земельного трудового суда не допускает пересмотра, можно подать протест, который рассматривает федеральный трудовой суд. Если он удовлетворит протест, пересмотр допускается. В Федеральный трудовой суд подаются обжалования судебных определений земельных трудовых судов, которые должны соответствовать тем же предпосылкам, что и решения.
В определённых исключительных случаях, с согласия участников, в Федеральный трудовой суд, минуя земельный трудовой суд, может быть обжаловано решение трудового суда, например, при процессах по коллективным договорам, мерам стачечной борьбы или вопросам свободы союзов.
Как все апелляционные суды Федеральный трудовой суд не занимается, как правило, установлением истинности фактов, а проверяет обжалованные решения исключительно на предмет юридических ошибок. Если он признает пересмотр необоснованным, то обжалованное решение вступает в законную силу. Если пересмотр обоснован, то Федеральный трудовой суд может изменить решение, если все необходимые факты содержатся в обосновании решения. Если какие-то существенные юридические факты пропущены, то дело отсылается обратно на повторное слушание в земельный трудовой суд.

## Порядок работы
Суд разделен на 10 палат (сенатов), по 3 или 4 профессиональных судьи в каждой, всего 38 судей (на 2014 год). Помимо этого в суде трудятся 118 несудейских работников и 11 научных сотрудников, обеспечивающих деятельность судей.
Заседание палаты происходит в составе 3 профессиональных судей, один из которых председательствует, и 2 заседателей — по одному, представляющему на общественных началах интересы работодателей вообще и интересы наемных работников вообще, соответственно. Перед Федеральным трудовым судом стороны должны быть представлены, как правило, их адвокатами. Представлять клиента в Федеральном трудовом суде правомочен любой допущенный к судебным заседаниям в Германии адвокат. Если прения ведутся устно, то они оформляются судебным решением, а решения по исключительно письменных процессам — судебным определением.